# Ectoneura insularis
Ectoneura insularis är en kackerlacksart som beskrevs av Morgan Hebard 1943. Ectoneura insularis ingår i släktet Ectoneura och familjen småkackerlackor. Inga underarter finns listade i Catalogue of Life.